# Національна асамблея Пакистану
Національна асамблея Пакистану (англ. National Assembly of Pakistan) — нижня палата Пакистанського парламенту.

## Історія
Конституція Пакистану 1973 року встановила парламентську форму правління з розподілом парламенту на Національну асамблею й Сенат.

## Партії, представлені в Асамблеї
| Політична партія                                                        | Кількість голосів | %      | Виборні місця | Резервні місця (для жінок) | Резервні місця (для меншин) | Разом |
| ----------------------------------------------------------------------- | ----------------- | ------ | ------------- | -------------------------- | --------------------------- | ----- |
| Пакистанська народна партія                                             | 10,606,486        | 30.6 % | 94            | 23                         | 4                           | 130   |
| Пакистанська мусульманська ліга (Н)                                     | 6,781,445         | 19.6 % | 71            | 17                         | 3                           | 95    |
| Пакистанська мусульманська ліга (К)                                     | 7,989,817         | 23.0 % | 42            | 10                         | 2                           | 55    |
| Рух Муттахіда Каумі                                                     | 2,507,813         | 7.4 %  | 19            | 5                          | 1                           | 25    |
| Народна національна партія                                              | 700,479           | 2.0 %  | 10            | 3                          | 0                           | 13    |
| Муттахіда Меджліс-я-Амаль                                               | 772,798           | 2.2 %  | 5             | 1                          | 0                           | 6     |
| Пакистанська мусульманська ліга (Ф)                                     |                   |        | 4             | 1                          | 0                           | 5     |
| Пакистанська народна партія (Шерпао)                                    | 140,707           | 0.4 %  | 1             | 0                          | 0                           | 1     |
| Національна народна партія                                              |                   |        | 1             | 0                          | 0                           | 1     |
| Белуджістанська народна партія                                          |                   |        | 1             | 0                          | 0                           | 1     |
| Незалежні                                                               |                   |        | 18            | 0                          | 0                           | 18    |
| Разом                                                                   | 34,665,978        | 100 %  | 266           | 60                         | 10                          | 336   |
| Джерело: Election Commission of Pakistan, Adam Carr's Electoral Archive |                   |        |               |                            |                             |       |